# カレリアンピーラッカ
カレリアンピーラッカ（フィンランド語: karjalanpiirakka（カリャランピーラッカ））は、ライ麦粉と小麦粉の生地にライスプディング（ミルク粥）やオーラリィニプーロ(大麦で作ったプディング)、マッシュポテトを乗せて焼き上げたフィンランドのパイ料理である。元々はカレリア地方の伝統料理で、継続戦争による避難民によって伝来した。“ピーラッカ”は南カレリアの方言で“パイ”を意味する。北カレリアでは“カレリアンピーラス”(karjalanpiiras)と呼ばれている。カレリアでは“カリッタ”(kalitta)と呼ばれ、オロネッツ・カレリアでは“シパイニィック” (šipainiekku)、ロシアでは“カレルスキー・ピローク”(карельские пирожки)、スウェーデンでは“カレルスカ・ピローガ”(karelska piroger)と呼ばれている。日本では“カレリア・パイ”とも呼ばれている。
現在、カレリアンピーラッカはフィンランド全域やロシア北部、エストニアなどで食べられている。
カレリアンピーラッカは2003年2月に、伝統的特産品保護(TSG)に認定された。
古来、ピーラッカを作る際に用いる粉はライ麦粉だったが、北カレリアやラドガ・カレリアではつなぎとして小麦粉が加えられた。中の具は大麦やタルックナ(大麦、ライ麦、オーツ麦、エンドウマメ粉を混合した穀粉)のプディングだったが、まずジャガイモやソバが導入され、そして19世紀に貿易によって米やキビが用いられるようになった。今日、米のピーラッカが最も一般的である。